# Халаїб
Халаїб (араб. حلايب) — портове місто на березі Червоного моря, адміністративний центр та найбільший населений пункт Халаїбського Трикутника — спірного району на кордоні Єгипту і Судана. Халаїб — найпівденніше місто так званої Єгипетської Рив'єри. Поблизу від міста знаходяться руїни середньовічної Айдаби. Місто знаходиться під контролем Єгипту. Суданський уряд продовжує вважати регіон частиною власної території, проте, суданські військові частини покинули місто в січні 2000 року.

## Екологія та Географія
За своєю характеристикою, Халаїбський район відноситься до афротропічної екологічної зони, яка докорінно різниться від переважаючих в іншому Єгипті Середземноморських і Північно-африканських умов. Велика частина території вкрита акацією і мангровими лісами.
В районі Халаїба знаходиться ряд гір, які відносяться до хребта Гебель Ельба, з них найвищі Ельба (1435 м), Шеллал (1409), Шендіб (1911 м) та Шендодай (1525 м).

## Відвідування
Розташований поблизу пункт пропуску на єгипетсько-суданському кордоні Hadarba відкритий тільки для місцевого населення, і активно використовується для прогону живих верблюдів з Судану для продажу в єгипетському Шалатіні. Громадяни третіх країн, зокрема України, в цьому пункті через кордон не пропускаються.
Відвідати Халаїб без мети перетину кордону українцю також майже неможливо: місто знаходиться в смузі суворого прикордонного контролю, а для отримання дозволу відвідати її вимагається переконлива причина. Бажання зробити туристичну поїздку на своєму або орендованому автомобілі чи іншому засобі транспорту такою причиною (на 2012 рік) не є.

## Клімат
| Клімат (1961–1990)      | Клімат (1961–1990) | Клімат (1961–1990) | Клімат (1961–1990) | Клімат (1961–1990) | Клімат (1961–1990) | Клімат (1961–1990) | Клімат (1961–1990) | Клімат (1961–1990) | Клімат (1961–1990) | Клімат (1961–1990) | Клімат (1961–1990) | Клімат (1961–1990) | Клімат (1961–1990) |
| Показник                | Січ.               | Лют.               | Бер.               | Квіт.              | Трав.              | Черв.              | Лип.               | Серп.              | Вер.               | Жовт.              | Лист.              | Груд.              | Рік                |
| Абсолютний максимум, °C | 31,4               | 40,7               | 29,7               | 42,8               | 46,6               | 45,4               | 44,5               | 44,5               | 45,0               | 40,0               | 35,4               | 34,0               | 46,6               |
| Середній максимум, °C   | 24,9               | 25,7               | 27,5               | 30,6               | 31,1               | 35,7               | 37,0               | 37,1               | 33,7               | 32,4               | 27,7               | 24,9               | 30,7               |
| Середня температура, °C | 20,9               | 21,1               | 22,7               | 25,5               | 27,3               | 30,5               | 31,5               | 31,9               | 29,4               | 28,1               | 24,1               | 21,3               | 26,2               |
| Середній мінімум, °C    | 16,8               | 16,5               | 18,0               | 20,5               | 23,4               | 25,3               | 26,1               | 26,7               | 25,1               | 23,8               | 20,5               | 17,6               | 21,7               |
| Абсолютний мінімум, °C  | 11,0               | 10,3               | 12,0               | 13,5               | 16,2               | 18,0               | 16,5               | 19,7               | 20,5               | 18,8               | 15,5               | 12,0               | 10,3               |
| Норма опадів, мм        | 0.6                | 0.0                | 0.0                | 0.5                | 1.2                | 0.0                | 0.2                | 0.0                | 0.0                | 3.2                | 17.9               | 4.2                | 27.8               |
| Днів з опадами          | 0,1                | 0,0                | 0,0                | 0,1                | 0,1                | 0,0                | 0,1                | 0,0                | 0,0                | 0,2                | 1,4                | 0,7                | 2,7                |
| Вологість повітря, %    | 72                 | 69                 | 69                 | 69                 | 63                 | 56                 | 56                 | 61                 | 63                 | 75                 | 76                 | 72                 | 66.8               |
| ----------------------- | ------------------ | ------------------ | ------------------ | ------------------ | ------------------ | ------------------ | ------------------ | ------------------ | ------------------ | ------------------ | ------------------ | ------------------ | ------------------ |
| Джерело: NOAA           |                    |                    |                    |                    |                    |                    |                    |                    |                    |                    |                    |                    |                    |